# Еріх Петерсен
Еріх Карл Александер Петерсен (нім. Erich Karl Alexander Petersen; 25 серпня 1889 — 4 липня 1963) — німецький воєначальник, генерал авіації. Кавалер Німецького хреста в золоті.

## Біографія
22 березня 1909 року вступив в 136-й піхотний полк. Учасник Першої світової війни, командував взводом, ротою 163-го піхотного полку (1914-17), ротою 31-го резервного піхотного (1917-18) і 18-го резервного єгерського (1918) полків.
Після демобілізації армії залишений в рейхсвері, служив в піхоті. З 1 квітня 1922 року — командир роти, з 16 квітня 1927 року — полковий ад'ютант 6-го піхотного полку. 1 січня 1932 року переведений в штаб 2-ї дивізії. З 1 жовтня 1934 року — командир 3-го батальйону 27-го піхотного полку.
10 листопада 1938 року призначений командиром 125-го прикордонного піхотного полку. У вересні 1941 року переведений в резерв, а 1 жовтня 1941 року перейшов на службу в люфтваффе і призначений командиром 7-ї авіаційної (парашутної) дивізії. З 1 листопада 1942 року — інспектор авіапольових частин, брав участь у формуванні наземних дивізій ВПС. 1 серпня 1943 року призначений командиром 4-го авіапольового корпусу, який 19 листопада 1944 року перетворений в 90-й армійський корпус. Учасник боїв в Ельзасі, Гессені і Тюрингії. 8 травня 1945 року здався французьким військам. Постав перед військовим трибуналом за звинуваченням у воєнних злочинах, але був виправданий. 18 січня 1950 року звільнений.

## Звання
- Фенріх запасу (22 березня 1909)
- Фенріх (19 листопада 1909)
- Лейтенант (22 серпня 1910)
- Оберлейтенант (27 січня 1916)
- Гауптман (1 квітня 1922)
- Майор (1 жовтня 1932)
- Оберстлейтенант (1 липня 1935)
- Оберст (1 січня 1938)
- Генерал-майор (1 жовтня 1941)
- Генерал-лейтенант (1 жовтня 1941)
- Генерал піхоти (1 листопада 1942)

## Нагороди
- Залізний хрест 2-го і 1-го класу
- Ганзейський Хрест (Гамбург)
- Нагрудний знак «За поранення» в чорному
- Почесний хрест ветерана війни з мечами
- Медаль «За вислугу років у Вермахті» 4-го, 3-го, 2-го і 1-го класу (25 років)
- Застібка до Залізного хреста 2-го і 1-го класу
- Німецький хрест в золоті (27 березня 1942)